# Okręg wyborczy Streatham
Okręg wyborczy Streatham powstał w 1918 w części dawnego okręgu Wandsworth.
Okręg obejmuje część londyńskiej dzielnicy Lambeth. Wysyła do brytyjskiej Izby Gmin jednego deputowanego.

## Deputowani do Izby Gmin z okręgu Streatham
| Wybory | Deputowany            | Partia               |
| ------ | --------------------- | -------------------- |
| 1918   | William Lane Mitchell | Partia Konserwatywna |
| 1939   | David Robertson       | Partia Konserwatywna |
| 1950   | Duncan Sandys         | Partia Konserwatywna |
| 1974   | William Shelton       | Partia Konserwatywna |
| 1992   | Keith Hill            | Partia Pracy         |
| 2010   | Chuka Umunna          | Partia Pracy         |